# 이오시프 이바노비치
이오시프 이바노비치(Iosif Ivanovici, 1845년~1902년)는 루마니아의 작곡가이다.
1845년 티미쇼아라 출생이다. 군악대 대장으로 있으면서 많은 작품을 남겼다. 왈츠 작곡가로서 이름이 널리 알려져 있다. 작품으로 〈도나우 강의 잔물결〉, 〈카르멘 실비아〉 등이 있다. 1902년 부카레스트에서 사망하였다.

## 참고 문헌
- 이 문서에는 다음커뮤니케이션(현 카카오)에서 GFDL 또는 CC-SA 라이선스로 배포한 글로벌 세계대백과사전의 내용을 기초로 작성된 글이 포함되어 있습니다.